# Northwest League
Northwest League (NWL) är en professionell basebolliga. Den är en farmarliga till Major League Baseball (MLB), på den tredje högsta nivån (High-A) inom Minor League Baseball (MiLB).
Ligan består av sex klubbar, varav fem ligger i nordvästra USA och en i sydvästra Kanada.
De mest framgångsrika klubbarna genom tiderna är Eugene Emeralds, Spokane Indians och Yakima Bears med vardera åtta ligatitlar.

## Historia
Northwest League grundades den 6 november 1954 i Yakima, och nästföljande år spelades den första säsongen. Ligan var en efterträdare till Western International League. Ursprungligen bestod ligan av sju klubbar, vilka var från Tri-City (Kennewick, Pasco och Richland), Spokane, Wenatchee och Yakima i Washington, Eugene och Salem i Oregon samt Lewiston i Idaho. Ligan klassades från början på nivå B.
1963 omorganiserades MiLB och ligan uppgraderades till nivå A, den tredje högsta nivån. Tre år senare genomgick ligan en stor förändring när man övergick till den lägre klassificeringen Short-Season A och i och med det började spela en betydligt kortare säsong än tidigare – 84 matcher i stället för 140. Tanken med detta var att göra det möjligt för nydraftade spelare att börja spela i ligan direkt efter draften i juni. Samtidigt minskade antalet klubbar i ligan till bara fyra stycken, men antalet ökade till sex till 1970 års säsong och under de följande säsongerna hade ligan mellan sex och åtta klubbar.

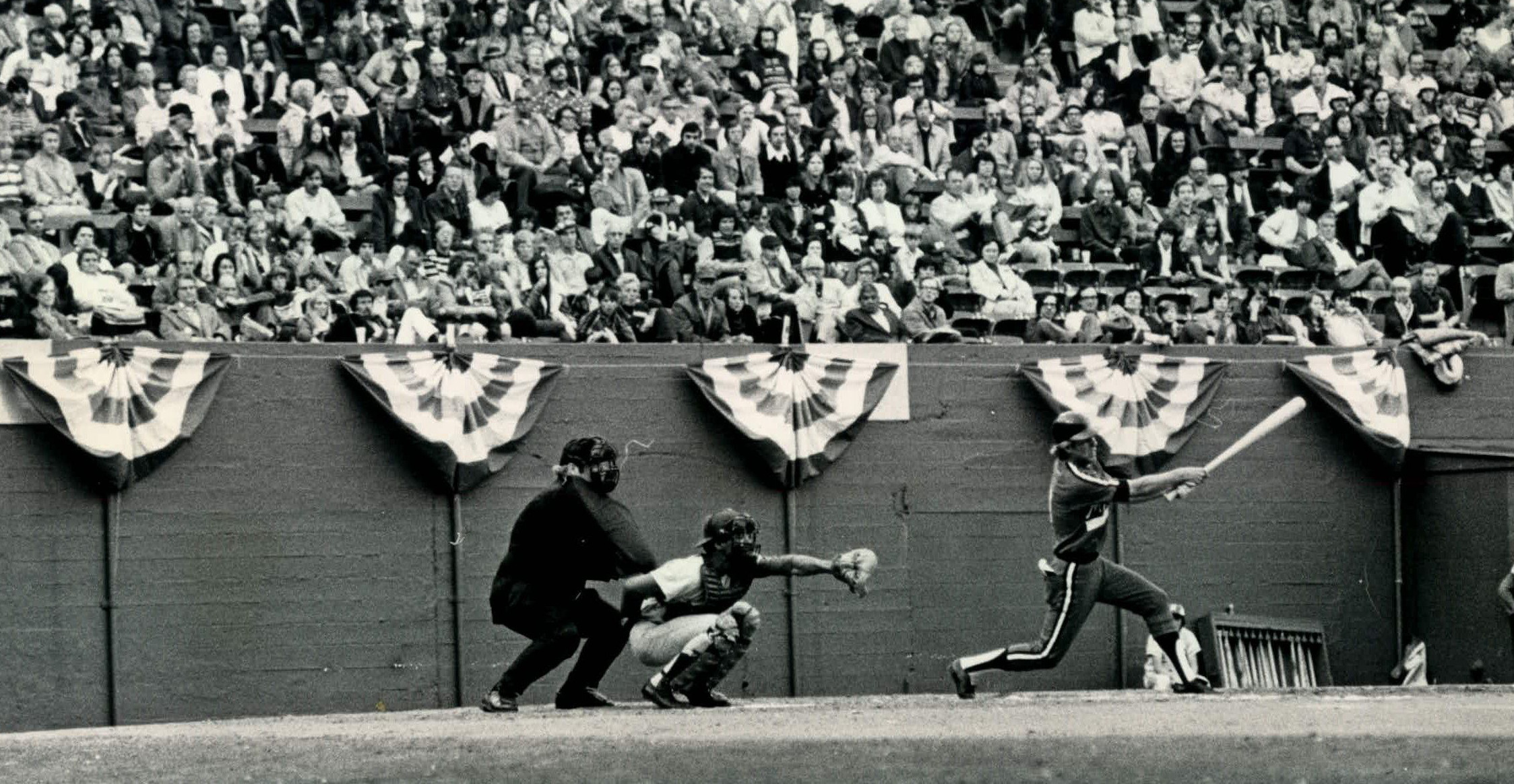
Första hemmamatchen för Portland Mavericks under debutsäsongen 1973.

Under fem säsonger på 1970-talet spelade Portland Mavericks i ligan. Klubben ägdes av skådespelaren Bing Russell och var vid tidpunkten för grundandet den enda professionella basebollklubben i USA som inte var en farmarklubb till en MLB-klubb. Mavericks spelare kontrakterades efter det att klubben anordnat en tvådagars uttagning, till vilken cirka 130 spelare dök upp från hela USA. Spelarnas lön var bara 300 dollar i månaden. Russells son Kurt, senare en världsberömd skådespelare, spelade för klubben under den första säsongen 1973. Klubbens batboy var Todd Field, som även han senare blev en framgångsrik skådespelare och dessutom regissör. Klubbens öden och äventyr skildrades 2014 i den hyllade dokumentären The Battered Bastards of Baseball.
Ytterligare en känd skådespelare som spelade i Northwest League på 1970-talet var Bill Murray, som hade två at bats för Grays Harbor Loggers 1978.
Ligan fick åtta klubbar 1983 och antalet var därefter konstant till och med 2019. När den nya tredje högsta nivån inom MiLB, A-Advanced, infördes 1990 blev Short-Season A degraderad till den femte högsta nivån. 2004 arrangerade ligan för första gången en all star-match och 2015 började man samarrangera all star-matchen med Pioneer League.
Hela 2020 års säsong av MiLB, inklusive Northwest League, ställdes in på grund av covid-19-pandemin. I februari 2021 genomförde MLB en stor omorganisation av MiLB som bland annat innebar att de gamla liganamnen ersattes av nya. För Northwest Leagues del innebar omorganisationen att ligan flyttades upp två nivåer till den nya nivån High-A, fick namnet High-A West och minskades från åtta klubbar till sex. Ligan spelade därefter inte längre en förkortad säsong. De två klubbar som inte fick vara kvar fick inte plats i någon liga inom MiLB och gick över till independent leagues, en till Pioneer League och en till en liga som klubben själv bildade – Mavericks Independent Baseball League. Efter att ha haft namnet High-A West 2021 återfick ligan namnet Northwest League 2022 efter det att MLB förvärvat rättigheterna till de gamla liganamnen.

## Klubbar
Northwest League består av sex klubbar, som inte är indelade i divisioner:
| Klubb                | Stad                         | Moderklubb           |
| -------------------- | ---------------------------- | -------------------- |
| Eugene Emeralds      | Eugene, OR                   | San Francisco Giants |
| Everett Aquasox      | Everett, WA                  | Seattle Mariners     |
| Hillsboro Hops       | Hillsboro, OR                | Arizona Diamondbacks |
| Spokane Indians      | Spokane (Spokane Valley), WA | Colorado Rockies     |
| Tri-City Dust Devils | Pasco, WA                    | Los Angeles Angels   |
| Vancouver Canadians  | Vancouver, BC                | Toronto Blue Jays    |

## Spelformat
Grundserien består av 132 matcher och varar från början av april till mitten av september. Matchserierna består oftast av sex matcher som spelas tisdagar till söndagar med speluppehåll på måndagar.
Grundserien är indelad i två halvor och till slutspel går vinnarna av de båda halvorna. Om samma klubb vinner båda halvorna går den klubb till slutspel som var näst bäst sett över hela säsongen. Finalen spelas i ett bäst-av-fem-format.

## Kända spelare

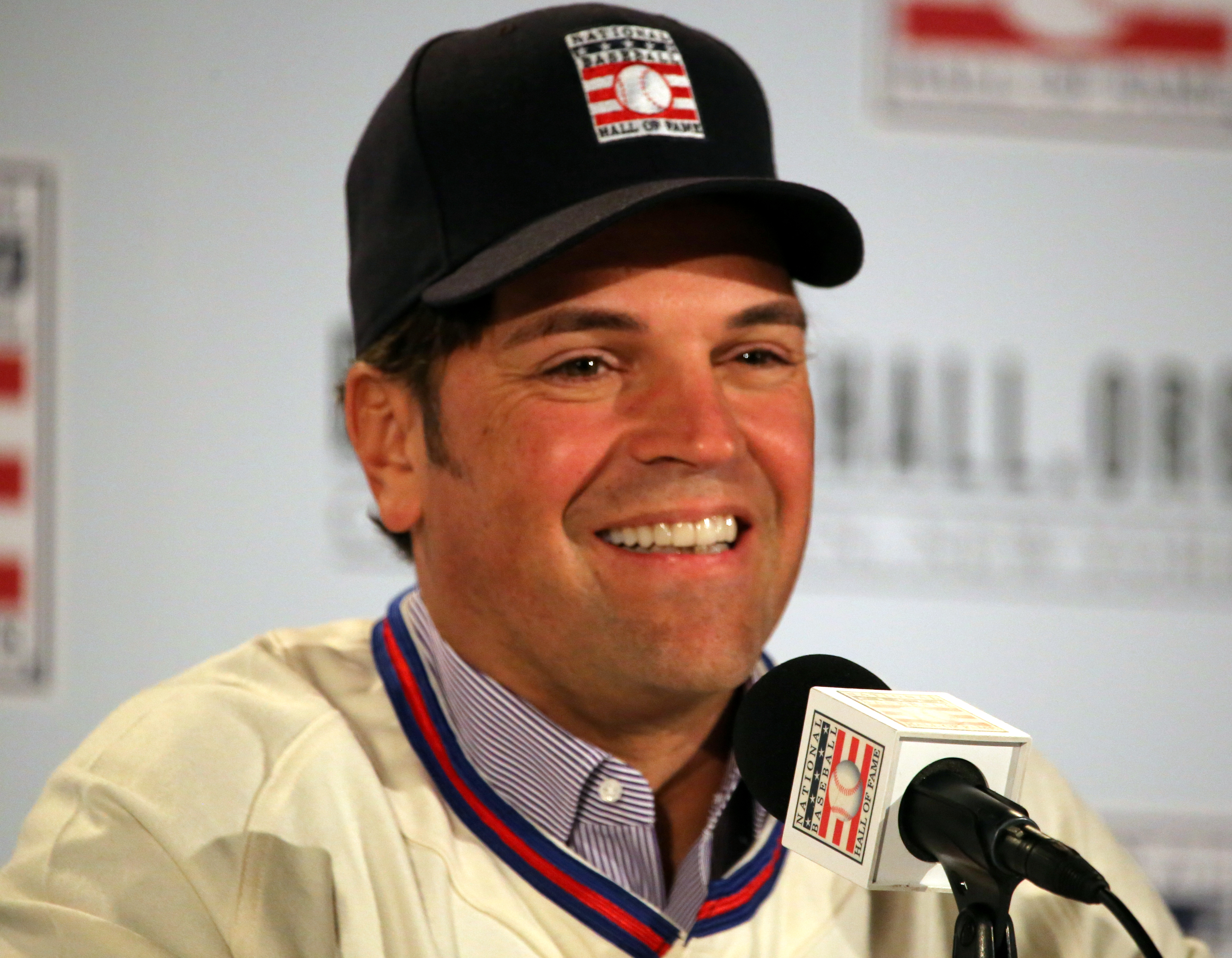
Mike Piazza spelade i Northwest League 1989.

Till och med 2022 har åtta före detta spelare i ligan blivit invalda i National Baseball Hall of Fame:
- Bobby Cox
- Ken Griffey Jr.
- Tony Gwynn
- Rickey Henderson
- Reggie Jackson
- Edgar Martínez
- Mike Piazza
- Ozzie Smith